# Чани (језеро)
Чани (рус. Чаны) је језеро у Русији. Налази се на територији Новосибирске области. Површина језера износи 1 990 km².